# Ratusz w Toronto

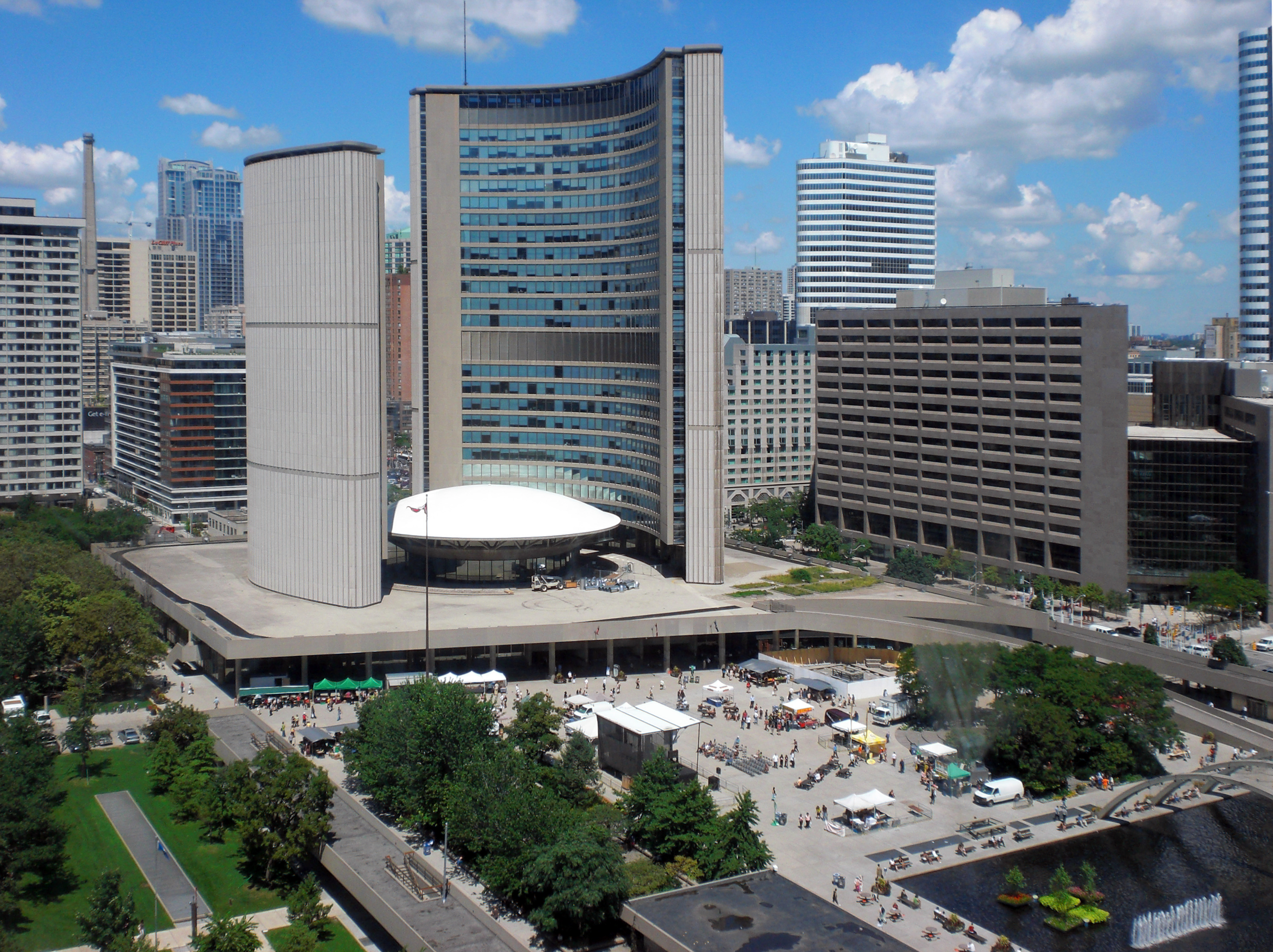
Nowy budynek magistratu

Ratusz w Toronto (ang. Toronto City Hall) – ratusz w Toronto, położony w centrum miasta, sąsiadujący bezpośrednio z Financial District, Eaton Centre, Queen St. West, połączony z systemem PATH. Obok siebie znajdują się budynki starego ratusza (obecnie sąd, zbudowany w 1899) oraz nowy budynek, zbudowany w 1965.
Majestetyczna architektura neoromańska budynku starego magistratu przypomina średniowieczne zamczyska. Jego projektant – Edward James Lennox – zaprojektował także inny podobny budynek w Toronto – Casa Loma. Mury budowli mają ponad 2 metry grubości, a wieża zegarowa ma 103.6 m wysokości i posiada dzwony, z których największy – Big Ben – waży 5.443 kg. W początkach swojego istnienia wieża służyła jako punkt orientacyjny dla statków pływających po jeziorze Ontario, Dziś przysłonięta jest biurowcami Financial District.
Budowa magistratu zajęła 11 lat, a koszty urosły z planowanych 600 tys. dolarów do 2.5 miliona. W odpowiedzi na krytykę, architekt na fasadzie umieścił powykrzywiane podobizny rajców i jedyną uśmiechniętą – swoją twarz, oraz swoje nazwisko na murach budowli.
Hall wewnętrzny ma dwa piętra wysokości, służył niegdyś jako miejsce oficjalnych ceremonii. Freski na ścianach przedstawiające życie osadników, oraz postaci alegoryczne, wykonał George A. Reid w 1899, założyciel Ontario College of Art. Nad schodami prowadzącymi na piętro znajduje się witraż symbolizujący rozwój miasta, a na półpiętrze pomnik poległych podczas II wojny światowej mieszkańców Toronto. W budynku znajduje się także City Council Chamber, gdzie zbierała się kiedyś rada miejska. Od niedawna powróciły oryginalne elementy zdobnicze budynku, które przez lata były nieobecne. Ponownie zamontowano na wieży gargulce z brązu, czyli zakończenia rynny przedstawiające himery. Zdjęto je w 1939, gdyż jedna z nich, nadwątlona mrozami, oderwała się i spadła rozbijając dach budynku. Budynek starego magistratu otwarty jest dla zwiedzających.
Nowy budynek zaprojektowany została przez fińskiego architekta Viljo Revella. Budynek został oddany do użytku w 1965 roku. Przypomina złożone dłonie, pomiędzy którymi umieszczona jest sala obrad w kształcie spodka. Całość obejmuje przestrzeń urbanistyczną budynku, jak i placu Nathan Phillips Square i otaczającej go kładki pieszej.
Przed budynkiem Revell ustawił rzeźbę Henry'ego Moore'a, The Archer, co zapoczątkowało bliskie kontakty tego brytyjskiego artysty z Toronto. W Art Gallery Of Ontario znajduje się największa kolekcja jego prac na świecie. Centralne miejsce placu zajmuje fontanna, z wysokimi arkami spinającymi jej brzegi. Na placu, nazwanym imieniem pierwszego żydowskiego burmistrza Toronto, odbywa się wiele imprez. Jest to m.in. miejsce, gdzie mieszkańcy witają wspólnie Nowy Rok, wystawiane są lodowe rzeźby podczas Winterfest, a w lecie odbywa się największa wystawa sztuki na otwartym powietrzu w Ameryce Północnej. W zimie fontanna zamienia się w często odwiedzane darmowe lodowisko.
Przy sąsiadującym budynku Osgoode Hall na Queen Street znajduje się pomnik Winstona Churchilla.